# Thomas Amrhein
Pour les articles homonymes, voir Amrhein.
Thomas Amrhein est un bobeur suisse, né le 30 mai 1989.

## Palmarès

### Championnats monde
- : médaillé de bronze en bob à 4 aux championnats monde de 2016.

### Coupe du monde
- 12 podiums  : 
  - en bob à 2 : 1 victoire et 2 deuxièmes places
  - en bob à 4 : 1 victoire, 4 deuxièmes places et 4 troisièmes places.

#### Détails des victoires en Coupe du monde
| Édition   | Bob à 2  | Bob à 4     |
| 2015-2016 | Whistler |             |
| 2016-2017 |          | Lake Placid |